# Muddapur, Sindhnur
Muddapur là một làng thuộc tehsil Sindhnur, huyện Raichur, bang Karnataka, Ấn Độ.